# Wilhelm Keiler
Wilhelm Keiler (* 18. November 1875 in Oberhochstadt (Rheinland-Pfalz); † 28. August 1930 in Ludwigshafen am Rhein) war ein deutscher Verwaltungsjurist und Bezirksamtmann.

## Leben
Wilhelm Keiler studierte Rechtswissenschaften an der Ludwig-Maximilians-Universität München, der Julius-Maximilians-Universität Würzburg und der Friedrich-Alexander-Universität Erlangen-Nürnberg, legte 1905 das Große juristische Staatsexamen ab und wurde geprüfter Rechtspraktikant beim Bezirksamt Germersheim, der Regierung der Pfalz und dem Bezirksamt St. Ingbert. In der Zeit vom 1. April 1909  bis 1923 war er Assessor in Uffenheim, wo er zeitweise als Aushilfe zum Bezirksamt Weißenburg abgeordnet wurde. 1921 zum Regierungsrat befördert, ging er Mitte 1923 zur Regierung der Pfalz zurück, wo er erneut eine Abordnung nach Uffenheim erhielt. Zum 1. Dezember 1924 wurde er als Bezirksoberamtmann mit der Leitung des Bezirksamtes Germersheim betraut und am 16. Januar 1929 zum Oberregierungsrat ernannt. Er verstarb im Amt.
Er war Mitglied der katholischen Studentenverbindungen KDStV Aenania München, KDStV Gothia Erlangen und KDStV Markomannia Würzburg.